# Ovale oubliehoren
De ovale oubliehoren (Retusa umbilicata) is een slakkensoort uit de familie van de Retusidae. De wetenschappelijke naam van de soort werd in 1803 voor het eerst geldig gepubliceerd door George Montagu.

## Beschrijving
De ovale oubliehoren is een 4 mm lang zeelevend huisjesslak (tot 6 mm in kruipende toestand). Het dunwandig, cilindrisch, min of meer ovaal schelpje is licht glimmend of dof kalkwit gekleurd. De top ligt verzonken in de schelp en de mondrank steekt slechts weinig boven de rest van de schelp uit. Bij vergroting zijn op het schelpoppervlak fijne spiraalgroefjes zichtbaar. Het slakje kan zich geheel binnen de schelp terugtrekken, maar er is geen afsluiting van het slakkenhuis (operculum) aanwezig.

## Verspreiding
Deze slakkensoort komt voor van Noorwegen tot in de Middellandse Zee en tot aan Zuid-Afrika. Ook is deze soort waargenomen in delen van de Oostzee. Is zeldzaam in de Nederlandse Noordzee; op zowel de Oestergronden als de Doggersbank werd ooit één levend exemplaar aangetroffen.